# Énergie solaire en Grèce
Le secteur de l'énergie solaire en Grèce est l'un des plus importants en Europe ; il a démarré en 2006 et a pris un essor fulgurant à partir de 2009, après la mise en place de tarifs d'achat garantis avantageux pour l'électricité photovoltaïque. La suppression de ces tarifs a stoppé ce développement en 2014, alors que le pays se classait déjà parmi les plus engagés dans le photovoltaïque. Un redémarrage est survenu en 2021, menant la Grèce au 1er rang mondial fin 2024 pour la part du photovoltaïque dans la production totale d'électricité du pays.
Dans le solaire thermique, la Grèce se classait au 9e rang mondial et au 2e rang de l'Union européenne (UE) fin 2020 avec 9,3 % de la surface totale de capteurs en Europe, au 5e rang de l'UE et au 3e rang de l'UE pour la puissance installée par habitant.
Dans le photovoltaïque, la Grèce se classait en 2024 au 7e rang dans l'UE pour sa production (3,4 % du total de l'UE), et au 7e rang pour sa puissance installée (3,0 %). Sa puissance installée par habitant la place au 4e rang européen, à 31 % au-dessus de la moyenne de l'UE, derrière les Pays-Bas, l'Allemagne et l'Autriche. La part du photovoltaïque dans la production d'électricité du pays atteint 17,4 % en 2023, au 3e rang mondial, et l'Agence internationale de l'énergie estime la pénétration théorique du solaire photovoltaïque grec à 27,9 % de la production totale d'électricité du pays fin 2024, au 1er rang mondial, devant les Pays-Bas (25,5 %), l'Espagne (24 %), la Hongrie (20,6 %) et le Chili (20,3 %).

## Potentiel solaire de la Grèce

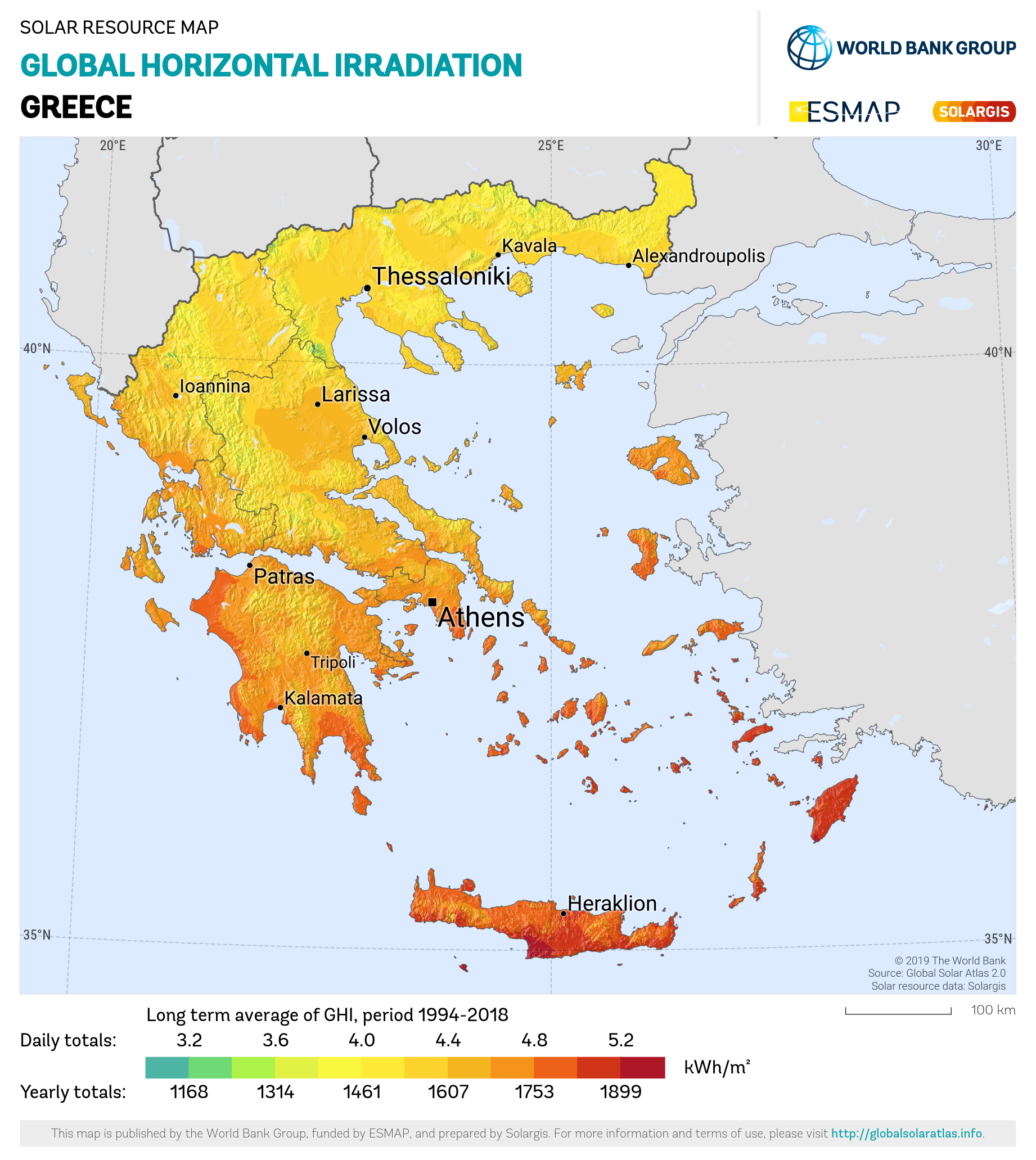
Carte de l'irradiation solaire annuelle globale horizontale en Grèce. Source : SolarGIS © 2011 GeoModel Solar s.r.o.

Alors que l'irradiation solaire annuelle globale horizontale (IGH) en France est en moyenne de 1 274 kWh/m2, on peut constater sur la carte ci-contre que les régions méridionales de la Grèce, en particulier la Crète, Rhodes et les îles du sud de la mer Égée dépassent 1 900 kWh/m2, et que le sud du Péloponnèse dépasse 1 800 kWh/m2.

## Solaire thermique

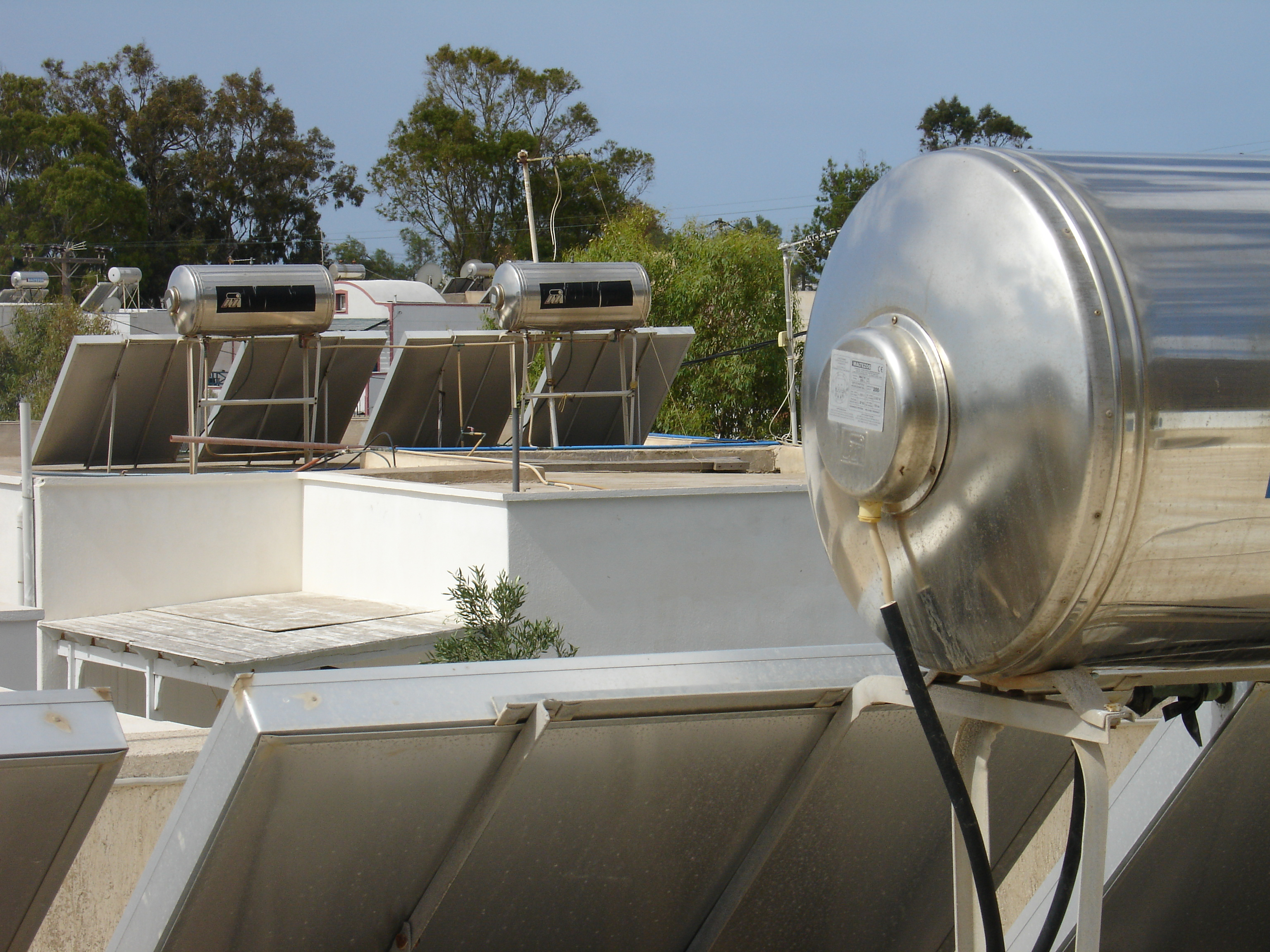
Capteurs solaires thermiques à Santorin, 2006.

### Puissance installée
Fin 2020, la puissance installée cumulée des capteurs solaires thermiques en Grèce atteignait 3 494 MWth, soit 4,99 Mm2 (millions de m2 de capteurs), au 9e rang mondial avec 0,7 % du total mondial ; pour l'essentiel, il s'agit de capteurs plans vitrés. La puissance solaire thermique par habitant se situait au 5e rang mondial avec 329 Wth fin 2020 contre 460 Wth à Chypre, 395 Wth en Israël, 370 Wth en Autriche et 161 Wth en Allemagne.
La Grèce se classait au 2e rang européen fin 2020 avec 3 494 MWth, très loin derrière le leader allemand (13 618 MWth) mais près du troisième : l'Autriche (3 442 MWth). Les installations de l'année 2020 sont en recul par rapport à celles de 2019 : 213 MWth contre 253 MWth, mais le marché grec reste au 2e rang européen. La Grèce se classait en 2020 au 3e rang européen pour la puissance installée par habitant : 0,552 m2/hab, derrière Chypre : 1,247 m2/hab et l'Autriche : 0,552 m2/hab.
|                                              | unités | 2012      | 2015      | 2016      | 2017      | 2019      | 2020      |
| Marché de l'année (installations de l'année) |        |           |           |           |           |           |           |
| Surfaces installées                          | (m2)   | 243 000   | 271 600   | 272 000   | 316 000   | 361 350   | 304 500   |
| Puissance équivalente                        | (MWth) | 170,1     | 190,1     | 190,4     | 221,2     | 252,9     | 213,2     |
| % du total européen (UE 28)                  | %      | 7,0 %     | 9,9 %     | 10,5 %    | 16,1 %    | 15,8 %    | 15,7 %    |
| Parc cumulé                                  |        |           |           |           |           |           |           |
| Surfaces                                     | (m2)   | 4 121 025 | 4 390 375 | 4 477 375 | 4 596 000 | 4 867 500 | 4 991 000 |
| Puissance                                    | (MWth) | 2 884,7   | 3 073     | 3 134     | 3 217     | 3 407     | 3 494     |
| % du total européen (UE 28)                  | %      | 9,7 %     | 8,9 %     | 8,9 %     | 8,9 %     | 9,2 %     | 9,3 %     |

La majorité des systèmes installés dans le pays sont de type thermosiphon.
La Grèce a figuré parmi les pionniers du solaire thermique : en 2008 elle était au 2e rang européen avec 2 708 MWth, mais n'a progressé depuis que de 7,6 % en cinq ans et a été dépassée par l'Autriche dès 2009.

### Fabricants
La Grèce compte en 2017 deux fabricants de capteurs solaires thermiques : Dimas (11 % de la production européenne en 2017) et Cosmosolar (5 %).

## Photovoltaïque

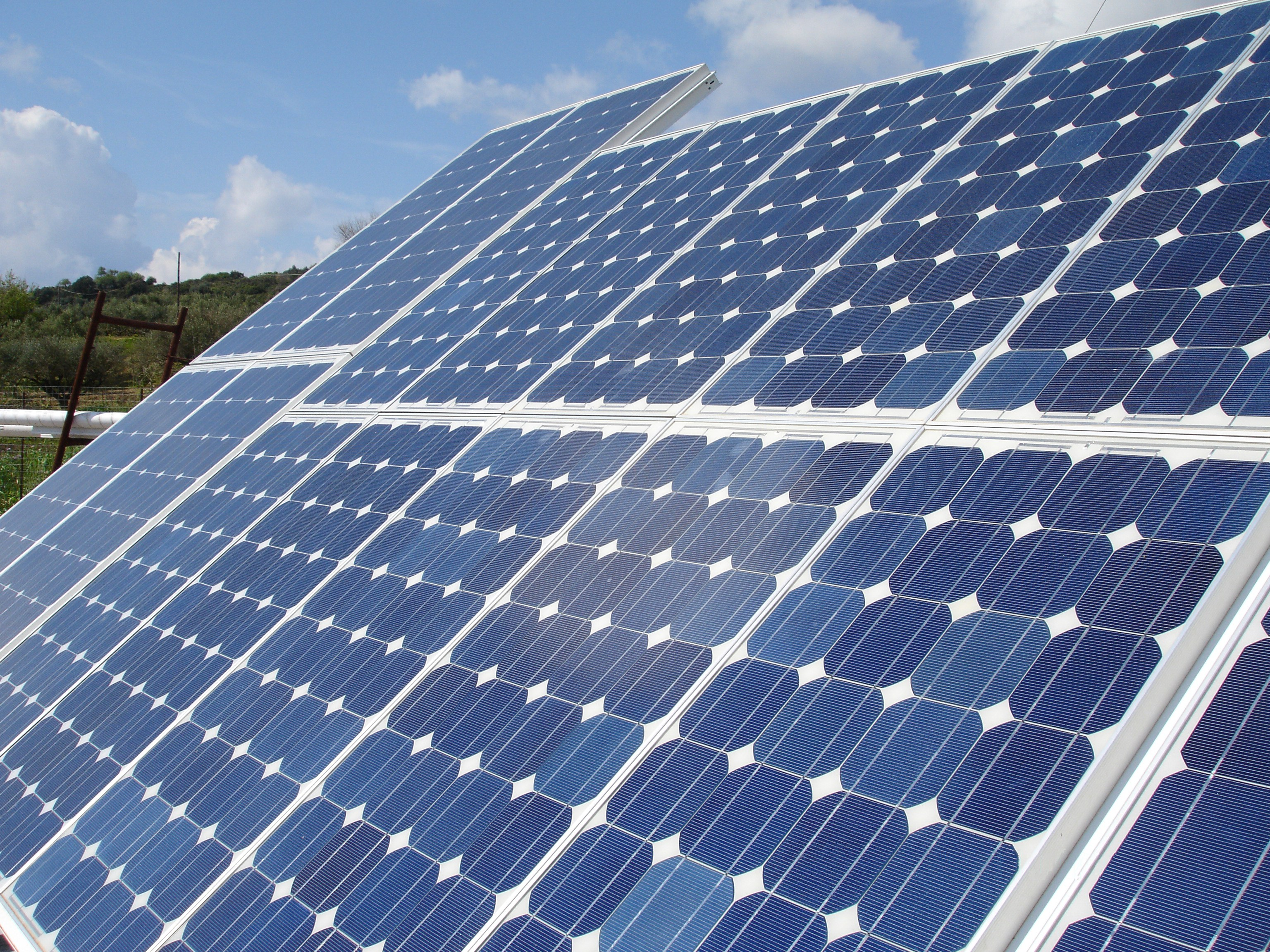
Tracker solaire à Lixouri, île de Céphalonie, 2007.

Capacité installée et production photovoltaïque en Grèce

### Production d'électricité
Selon EurObserv'ER, la Grèce a produit 10 000 GWh en 2024, en hausse de 12,4 %, soit 3,4 % de la production totale d'électricité photovoltaïque de l'Union européenne (UE), se classant au 7e rang des producteurs photovoltaïques de l'UE, derrière l'Allemagne (25,0 %), l'Espagne (18,1 %), l'Italie (12,1 %), la France (8,2 %), les Pays-Bas (7,3 %) et la Pologne (5,1 %).
L'Agence internationale de l'énergie estime la pénétration théorique du solaire photovoltaïque grec à 27,9 % de la production totale d'électricité du pays fin 2024 (moyenne de l'UE : 14 %) ; cette estimation est basée sur la puissance installée au 31/12/2024, donc supérieure à la production réelle de l'année ; cet indicateur de pénétration du solaire place le pays au 1er rang mondial, devant les Pays-Bas (25,5 %), l'Espagne (24 %), la Hongrie (20,6 %) et le Chili (20,3 %), et loin devant l'Allemagne (19,8 %), l'Italie (13,6 %) ou la France (7,3 %).
La production photovoltaïque de la Grèce atteignait 8 279 GWh en 2023, soit 17,4 % de la production totale d'électricité du pays, au 3e rang mondial pour la part du solaire dans le mix électrique.
L'Energy Institute estime la production d'électricité solaire en Grèce en 2023 à 8,5 TWh, soit 17 % de la production d'électricité du pays.
| Année | Production (GWh) | Accroissement | Part prod.élec. |
| 2008  | 5                |               | 0,008 %         |
| 2009  | 50               | +900 %        | 0,08 %          |
| 2010  | 158              | +216 %        | 0,28 %          |
| 2011  | 610              | +286 %        | 1,0 %           |
| 2012  | 1 694            | +178 %        | 2,8 %           |
| 2013  | 3 648            | +115 %        | 6,4 %           |
| 2014  | 3 792            | +3,9 %        | 7,5 %           |
| 2015  | 3 900            | +2,8 %        | 7,5 %           |
| 2016  | 3 930            | +0,8 %        | 7,2 %           |
| 2017  | 3 991            | +1,6 %        | 7,3 %           |
| 2018  | 3 791            | -5,0 %        | 7,2 %           |
| 2019  | 4 429            | +17 %         | 9,1 %           |
| 2020  | 4 446            | +0,4 %        | 9,2 %           |
| 2021  | 5 250            | +18 %         | 9,6 %           |
| 2022  | 7 139            | +36 %         | 13,6 %          |
| 2023  | 8 279            | +16 %         | 17,4 %          |
| 2024  | 10 000           | +12,4 %       |                 |

Selon EurObserv'ER, la Grèce a produit 8 394 GWh en 2023, soit 3,4 % de la production totale d'électricité photovoltaïque de l'Union européenne (UE), se classant au 7e rang des producteurs photovoltaïques de l'UE, derrière l'Allemagne (25,1 %), l'Espagne (17,6 %), l'Italie (12,6 %), la France (9,5 %), les Pays-Bas (8,7 %) et la Pologne (4,7 %).
Elle a produit 7 047 GWh en 2022, soit 12,8 % de la production totale d'électricité du pays, se classant au 8e rang des producteurs photovoltaïques de l'Union européenne (UE) avec 3,4 % de la production de l'UE, loin derrière l'Allemagne (29,6 %), l'Espagne (14,4 %), l'Italie (13,7 %) et la France (10,0 %).
La Grèce est le 7e producteur européen en 2021 avec 3,1 % de la production de l'Union européenne, loin derrière l'Allemagne (31,7 %) et l'Italie (16,2 %).
La production photovoltaïque de la Grèce en 2019 se classait au 8e rang européen avec 3,0 % du total européen, derrière l'Allemagne (36,1 %), l'Italie (18,0 %), le Royaume-Uni (9,6 %), la France (8,6 %), l'Espagne (7,1 %), les Pays-Bas et la Belgique.
En 2018, la production photovoltaïque se situait au 6e rang européen avec 3,1 % du total européen, derrière l'Allemagne (37,7 %), l'Italie (18,5 %), le Royaume-Uni (10,6 %), la France (8,3 %) et l'Espagne (6,4 %).
En 2017, la production photovoltaïque grecque se situait au 6e rang européen des producteurs d'électricité photovoltaïque avec 3,5 % du total européen, derrière l'Allemagne (35 %), l'Italie, le Royaume-Uni, l'Espagne et la France.

### Facteur de charge
L'énergie produite par kWc installé varie selon les lieux et les types d'installation :
| Zone                             | Systèmes au sol | Systèmes en toitures | Moyenne |
| Réseau d'interconnexion national | 1 515           | 1305                 | 1485    |
| Îles non interconnectées         | 1 725           | 1495                 | 1690    |
| Moyenne nationale                | 1530            | 1315                 | 1500    |

Le facteur de charge moyen est donc de 17,1 % et celui des centrales au sol dans les îles de 19,7 %.

### Puissance installée

Puissance installée photovoltaïque en Grèce.

En 2024, 2 600 MWc ont été installés en Grèce, soit 4,3 % des nouvelles installations de l'Union européenne (UE), au 7e rang des marchés de l'UE, derrière l'Allemagne (24,2 %), l'Espagne (13,1 %), l'Italie (10,8 %), la France (8,4 %), la Pologne (7,3 %) et les Pays-Bas (5,2 %). La puissance installée du parc photovoltaïque grec atteint 9 289 MWc, en progression de 39 %, soit 3,0 % du total de l'UE, au 7e rang européen, loin derrière l'Allemagne (89 130 MWc, 29,1 %), l'Espagne (37 438 MWc, 12,2 %), l'Italie (35 819 MWc, 11,7 %), la France (24 878 MWc, 8,1 %), les Pays-Bas (23 904 MWc, 7,9 %) et la Pologne (20 945 MWc, 6,6 %).
La puissance photovoltaïque installée par habitant atteignait 893,1 Wc en 2024, supérieure de 31 % à la moyenne de l'UE (682 Wc), au 4e rang européen derrière les Pays-Bas (1 357,6 Wc), l'Allemagne (1 068 Wc) et l'Autriche (941,2 Wc) ; la France est au 20e rang avec 363,4 Wc.
En 2023, 1 023 MWc ont été installés en Grèce, soit 1,9 % des nouvelles installations de l'Union européenne (UE), au 13e rang des marchés de l'UE, loin derrière l'Allemagne (27,5 %), l'Espagne (13,7 %), l'Italie (9,9 %), la Pologne (9,2 %) et les Pays-Bas (8,1 %). La puissance installée du parc photovoltaïque grec atteint 6 453 MWc, en progression de 19 %, soit 2,5 % du total de l'UE, au 8e rang européen, loin derrière l'Allemagne (82 191 MWc, 32 %), l'Espagne (30 612 MWc, 11,9 %), l'Italie (30 300 MWc, 11,8 %), les Pays-Bas (23 904 MWc, 9,3 %) et la France (20 541 MWc, 8 %).
En 2022, 993 MWc ont été installés en Grèce, qui se classe au 10e rang des marchés de l'Union européenne (UE) avec 3 % des installations de l'UE, loin derrière l'Allemagne (7 304 MWc), la Pologne (4 774 MWc), les Pays-Bas (3 938 MWc), l'Espagne (3 480 MWc), l'Italie (2 490 MWc) et la France (2 385 MWc). La puissance installée du parc photovoltaïque grec atteint 5 270 MWc, en progression de 23 %, au 8e rang européen, loin derrière l'Allemagne (67 399 MWc), l'Italie (25 060 MWc), les Pays-Bas (18 849 MWc), l'Espagne (17 195 MWc) et la France (17 169 MWc).
En 2021, la Grèce a connu un redémarrage de son développement solaire : 674 MWc ont été installés, au 9e rang européen, loin derrière l'Allemagne (5 015 MWc), la Pologne (3 715 MWc), les Pays-Bas (3 299 MWc), l'Espagne (2 820 MWc) et la France (2 792 MWc). La puissance installée du parc photovoltaïque grec atteint 3 962 MWc, au 8e rang européen, loin derrière l'Allemagne (58 728 MWc), l'Italie (22 600 MWc) et la France (14 780 MWc).
En 2019, la Grèce a installé 148,4 MWc, portant sa puissance installée à 2 793,8 MWc, au 8e rang européen avec 2,1 % du parc européen, loin derrière l'Allemagne et l'Italie.
En 2018, la Grèce a installé 46 MWc, portant sa puissance installée à 2 651,6 MWc, au 8e rang européen avec 2,3 % du parc européen, loin derrière l'Allemagne et l'Italie ; sur ce total, 160,5 MWc sont hors réseau (record européen).
En 2017, la Grèce a installé seulement 1,8 MWc, portant sa puissance installée à 2 605,5 MWc, au 8e rang européen avec 2,4 % du parc européen, loin derrière l'Allemagne et l'Italie.

### Centrales photovoltaïques
Les centrales grecques sont de petite ou moyenne taille ; aucune ne figure dans le classement des 150 plus grandes centrales du monde.
| Taille         | Puissance installée (MWc) | Part   |
| ≤ 10 kWc       | 376                       | 14,4 % |
| 10-100 kWc     | 946                       | 36,3 % |
| 100-500 kWc    | 426                       | 16,4 % |
| 500-1 000 kWc  | 175                       | 6,7 %  |
| 1000-5 000 kWc | 520                       | 19,9 % |
| < 5 000 kWc    | 163                       | 6,2 %  |
| Total          | 2 606                     | 100 %  |

Dès 1983, une petite centrale photovoltaïque de 100 kWc a été construite sur l'île de Kythnos, dans les Cyclades, dans le cadre d'un projet expérimental destiné à tester un système hybride, conçu pour les sites isolés, comprenant également une éolienne de 100 kW et une batterie de 600 kWh.
Le projet Hélios, lancé en 2011 avec l'Allemagne, prévoyait l'installation de vastes étendues de panneaux photovoltaïques : jusqu'à 20 000 ha pour 10 à 15 000 MW, pour un financement global estimé à 20 milliards d'euros, la production de ces centrales étant destinée à l'exportation vers les pays nordiques. Il avait reçu le soutien de Günther Oettinger, le Commissaire européen à l'Énergie. Mais cela nécessitait la construction de nouvelles lignes à haute tension. Le projet a été abandonné faute de financement.

### Politique énergétique
Le système de tarifs d'achat garantis (Feed-in Tariff), introduit en 2006, puis rendu plus attractif en 2010, suscita une bulle spéculative qui amena les pouvoirs publics à geler toute nouvelle autorisation à partir d'août 2012. Une nouvelle loi a levé ce gel en avril 2014, mais avec un plafond annuel de 250 MWc sur la période 2014-2020 pour les nouvelles installations éligibles aux tarifs d'achat garantis. Avec les puissances supplémentaires qui seront installées en vertu du nouveau système de net metering, les nouvelles installations d'ici 2020 pourraient atteindre 2 000 MWc. Un abattement rétroactif de 30 % est imposé sur les tarifs d'achat garantis pour toutes les installations existantes, avec en compensation une prolongation de durée de cinq ans. En mai 2019, l’électricien EDF Renouvelables est choisi par l’Autorité de régulation de l’énergie grecque pour construire une centrale solaire en Béotie. La centrale, qui devrait être opérationnelle en 2022, sera d’une capacité de 60 MWc.
Le marché photovoltaïque grec s'est effondré en 2014, avec seulement 17 MWc de nouvelles installations, contre un record de 1 040 MWc en 2013, à la suite du gel des autorisations administratives pour les nouveaux systèmes photovoltaïques d'août 2012 à avril 2014. Mais une nouvelle réglementation, décidée le 30 décembre 2014, devrait relancer le marché : il s'agit d'une extension du système de net metering destiné à faciliter l'autoconsommation, qui ne s'appliquait jusqu'ici qu'aux installations inférieures à 20 kWc pour les particuliers ; désormais il s'appliquera jusqu'à 500 kWc pour des applications commerciales avec une installation photovoltaïque produisant jusqu'à la moitié de la consommation électrique du site, ou pour des organisations à but non lucratif (administrations, hôpitaux, universités) jusqu'à 100 % de leur consommation.